# Sanctum (datorspel)
Sanctum är ett datorspel för Microsoft Windows som lanserades 15 april 2011 via Steam. Spelet kombinerar de två genrerna Tower defense och förstapersonsskjutare och utvecklades av Coffee Stain Studios, som har sitt säte i Skövde.
13 augusti 2012 lanserades en version av spelet för Mac.

## Handling
I Sanctum, tar spelaren rollen som Skye, en elitsoldat på uppdrag att skydda sin hemstad, Elysion One, som attackeras av mystiska utomjordiska varelser. För att lyckas med sin uppgift måste spelaren, på varje bana, skydda en "kärna" och till sin hjälp kan spelaren bygga olika försvarsstrukturer - men också möta fienderna medan de försöker storma befästningen.

## Spelets gång
Spelet är uppdelat i två olika faser - byggnadsfasen och utrotningsfasen. I byggnadsfasen kan spelaren bygga olika torn och uppgradera vapen. I utrotningsfasen kommer en våg av varelser att försöka nå kärnan och det är upp till spelaren att förhindra att detta inträffar.